# Synagoga Krajowa we Wrocławiu
Synagoga Krajowa we Wrocławiu (niem. Landschule in Breslau) – nieistniejąca synagoga terytorialna, która znajdowała się we Wrocławiu.

## Historia i architektura

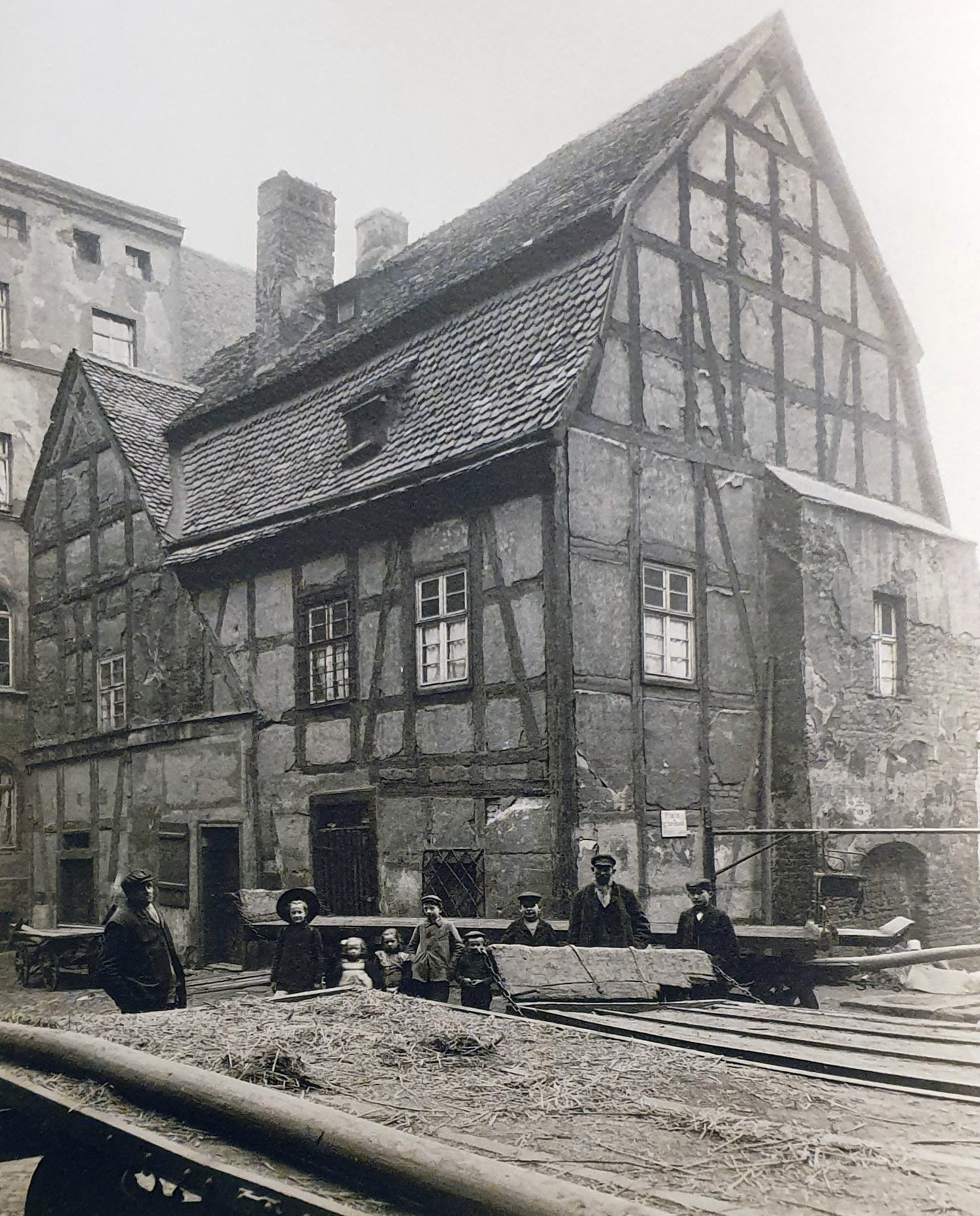
Synagoga Krajowa, koniec XIX wieku, widok tyłu budynku

Pierwszy budynek został wzniesiony przed 1695 rokiem, w podwórzu zajazdu Pokoyhof, pomiędzy ulicami św. Antoniego i Pawła Włodkowica. Od 1741 roku był znany jako Bożnica Krajowa a od 1756 jako synagoga krajowa. Do wybudowania synagogi „Pod Białym Bocianem” w 1829, Synagoga Krajowa pełniła funkcje pierwszej świątyni gminy żydowskiej we Wrocławiu.
Murowany budynek synagogi został zbudowany w technice szachulcowej, na planie prostokąta. Był dwukondygnacyjnym budynkiem pokrytym dachem łamanym, dobudowanym pod kątem prostym do wcześniejszego budynku krytego dachem dwuspadowym widocznym od tylnej strony. Szachulec, widoczny od strony tylnej i bocznej, charakteryzował się gęstą kratownicą ryglową i urozmaiconej wielkości kwater, przy czym w części starszej były one szersze. Partie szczytowe zakończone były belkami przybierając formę krzyża św. Andrzeja; po oby stronach okien znajdowały się natomiast pojedyncze zastrzały. Elewacja frontowa podzielona była na pięć osi, w osi środkowej znajdowało się wejście główne do świątyni przeznaczone dla mężczyzn. Na pierwszym piętrze znajdował się zakryty ganek, na który prowadziły schody (jedne w osi środkowej, drugie z prawej strony), przeznaczone dla kobiet. W płaskim dachu, pośrodku znajdowała się lukarna z prostokątnym oknem.
W 1911 roku, po wyremontowaniu pasażu „Pokoyhof”, synagogę przeniesiono na ulicę Wałową 19 (obecnie ul. Pawła Włodkowica 17). W 1932 roku synagogę przeniesiono po raz kolejny, tym razem na pl. Muzealny 12. Podczas nocy kryształowej z 9 na 10 listopada 1938 r. hitlerowcy spalili synagogę. Po II wojnie światowej nie została odbudowana.